# Agonis flexuosa
Agonis flexuosa är en myrtenväxtart som först beskrevs av Henry Ernest Muhlenberg och Carl Ludwig von Willdenow, och fick sitt nu gällande namn av Robert Sweet. Agonis flexuosa ingår i släktet Agonis och familjen myrtenväxter.

## Underarter
Arten delas in i följande underarter:
- A. f. flexuosa
- A. f. latifolia

## Bildgalleri

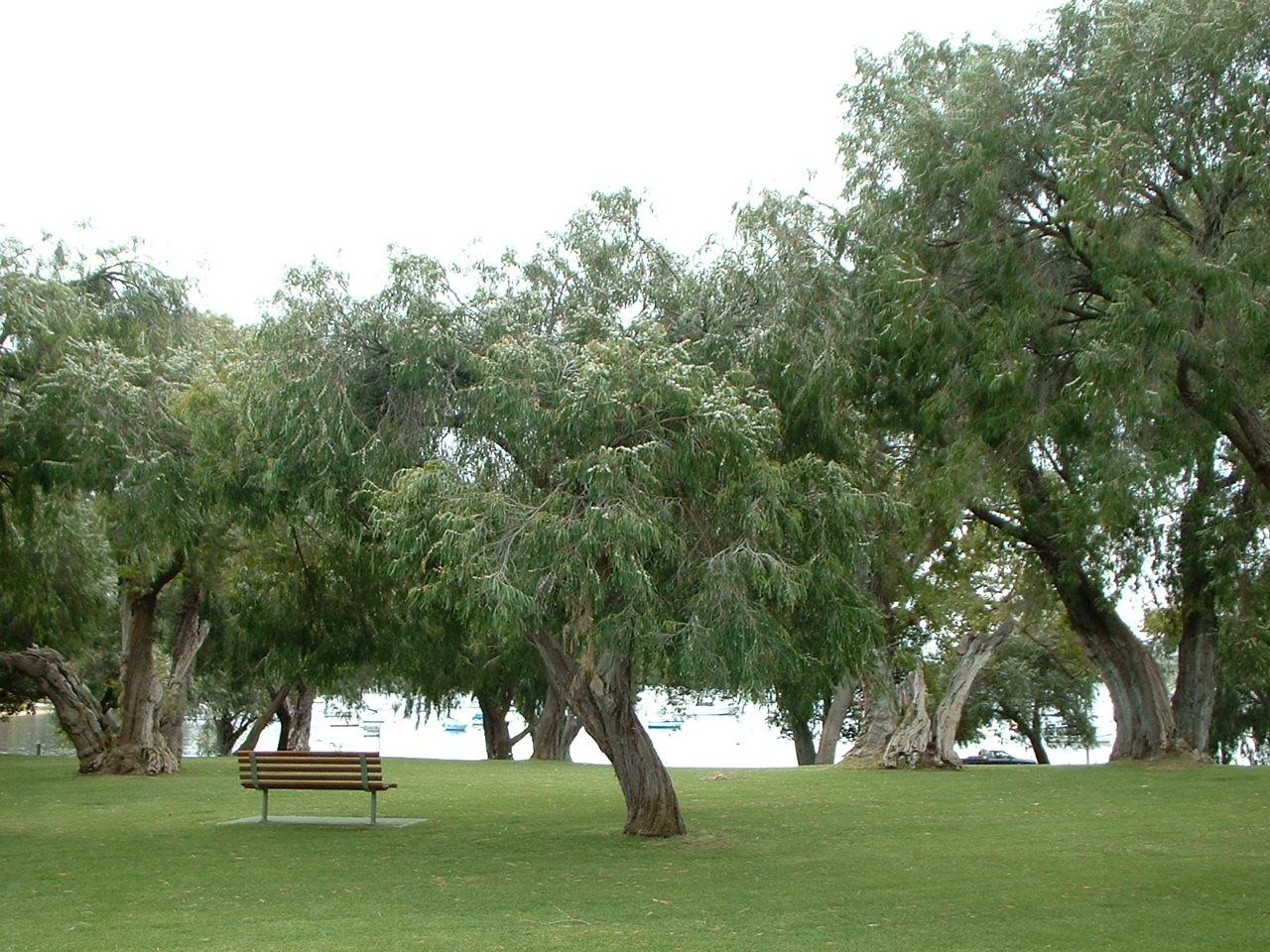
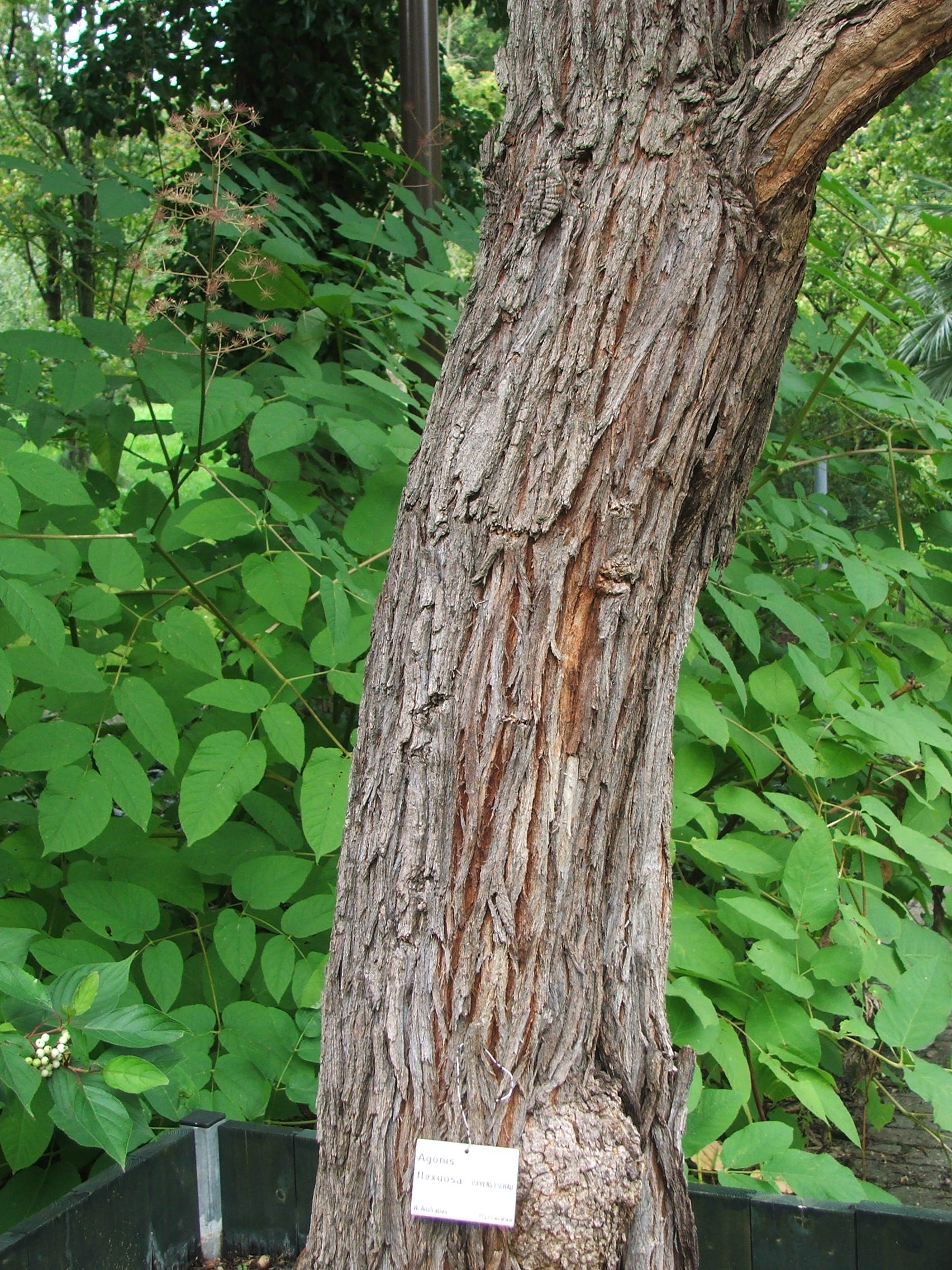